# Malegno
Malegno (lombardul: Malégn) település Olaszországban, Lombardia régióban, Brescia megyében. Lakosainak száma 1923 fő (2023. január 1.). Malegno Breno, Cividate Camuno, Losine, Lozio, Ossimo és Cerveno községekkel határos.

## Népesség
A település lakossága az elmúlt években az alábbi módon változott:
| Lakosok száma | 2020 | 1981 | 1923 |
|               | 2017 | 2018 | 2023 |